# Абрахам, Мерон
Мерон Абрахам (англ. Meron Abraham, род. 15 марта 1995, Асмэра) — эритрейский шоссейный велогонщик.

## Карьера
В 2016 году выиграл этап на Тур дю Фасо, победив в спринте из отрыва Абдеррахмана Хамзу и Иссьяку Сиссе. В общем зачёте занял девятнадцатое место, отстав на шесть минут от победителя Харуна Ильбудо. Принял участие на чемпионате мира в категории U23.
В 2017 году на чемпионате Африки стал чемпионом в командной гонке и вторым в групповой гонке (уступил только Вилли Смиту). Отметился победой на этапе Тропикале Амисса Бонго. Стал чемпионом Эритреи в групповой гонке. По итогам сезона занял второе место в индивидуальном рейтинге Африканского тура UCI после Вилли Смита.
Стартовал на таких гонках как Тур Люксембурга, Тур дю Фасо, Тропикале Амисса Бонго, Тур Эритреи, Тур Египта, Тур Венгрии, Тур озера Цинхай, Тур Фучжоу, Тур озера Тайху, Тур Ирана.

## Достижения
2016
7-й этап на Тур дю Фасо
2017
 Чемпион Африки — командная гонка (вместе с Мерон Тешоме, Авет Хабтом и Амануэль Гебрезгабихир)
 Чемпион Африки — групповая гонка U23
 Чемпион Эритреи — групповая гонка
7-й этап на Тропикале Амисса Бонго
 Чемпионат Африки — групповая гонка
2-й на Африканский тур UCI
3-й на Круг Массауы
2018
2-й на Тур Ирана

## Рейтинги
| Год                 | 2016   | 2017  | 2018  |
| ------------------- | ------ | ----- | ----- |
| Мировой рейтинг UCI | 1526-й | 205-й | 711-й |
| Азиатский тур UCI   | -      | -     | 67-й  |
| Африканский тур UCI | 109-й  | 2-й   | -     |
|                     |        |       |       |
| Источник: UCI       |        |       |       |